# 이성 코스프레

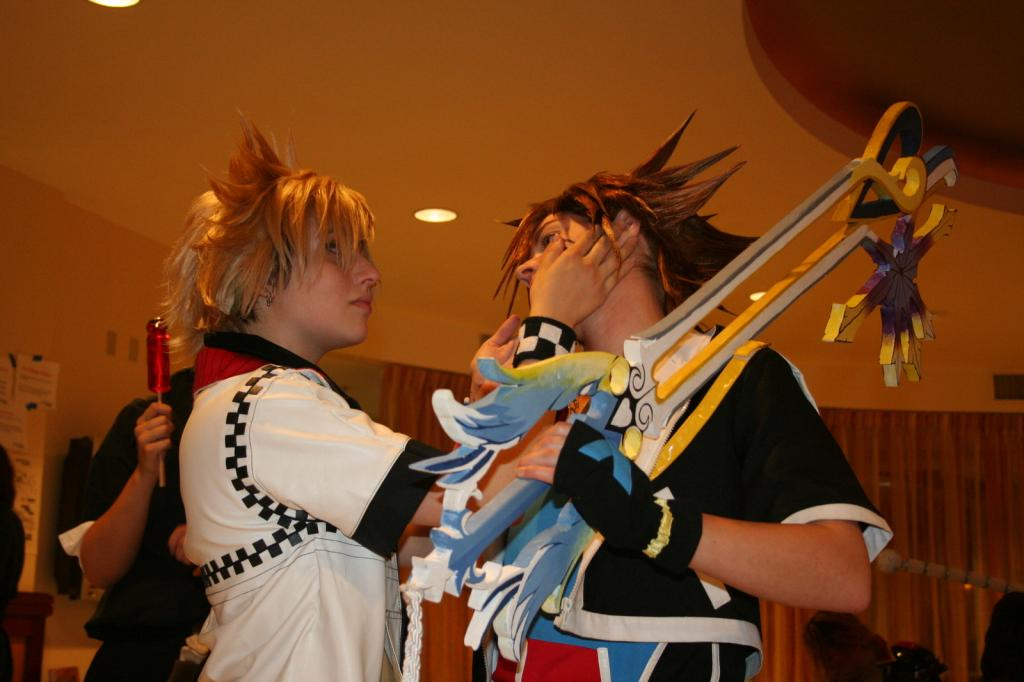
남장을 한 채로 야오이의 한 장면을 흉내내는 여성 코스어

이성 코스프레(crossplay)는 성별이 다른 캐릭터를 선택하여 코스프레하는 것을 말한다. 즉, 크로스드레싱과 코스프레의 혼합이다.

## 참고사항
평균적으로 남성은 여성에 비해 체격이 크다. 그래서 남성 코스어의 키가 너무 크면 여장 코스프레를 하기에 불리하게 작용할 수 있다. 반대로, 여성 코스어의 경우는 키가 보통 혹은 그 이상으로 키가 크다면 남장 코스프레를 무난하게 할 수 있다. 
또한 남성이 여성을 코스프레할 때에 치마나 원피스, 드레스 등을 입으면 여성에게 맞는 신체구조로 디자인되었기 때문에 남성에게 불리하다는 점이 있지만 반대로 여성 코스어가 입는 치마, 원피스, 드레스나 물론 바지는 신체적 한계가 비교적 적어서 쉽게 입을 수 있기 때문에 바지를 입은 남자 캐릭터나 여자 캐릭터도 코스프레를 할 수 있다. 만화 캐릭터 중에서도 원작상에서 청바지 등을 입고나오는 남자나 여자 캐릭터들도 있는데 여성 코스어는 이에 상관없이 코스프레가 가능하다. 

## 같이 보기
- Mana (일본의 가수)
- 크로스드레싱